# Фајв Појнтс (Охајо)
Фајв Појнтс (енгл. Five Points) насељено је место без административног статуса у америчкој савезној држави Охајо.

## Демографија
По попису из 2010. године број становника је 1.824, што је 367 (-16,8%) становника мање него 2000. године.
| Група             | 2000.         | 2010.         |
| Белци             | 2.122 (96,9%) | 1.740 (95,4%) |
| Афроамериканци    | 12 (0,5%)     | 9 (0,5%)      |
| Азијати           | 26 (1,2%)     | 32 (1,8%)     |
| Хиспаноамериканци | 25 (1,1%)     | 14 (0,8%)     |
| Укупно            | 2.191         | 1.824         |